# توم رايت (نقابي)
توم رايت (بالإنجليزية: Tom Wright)‏ هو نقابي أسترالي، ولد في 25 فبراير 1902، وتوفي في 10 يناير 1981.